# 王岳 (1915年)
王岳（1915年—1985年），乳名鐘五，男，福建閩侯（今福州）人，中国微生物学家，慶大霉素在中國的發現者。曾任中国国民党革命委员会中央委员会常务委员，第五、六届全国政协委员。

## 生平

### 早年生活
王岳出生於1915年的閩侯縣上渡通明巷。1927年就读于福州英华中学，1929年转入福州三一中學。
1933年王岳考入燕京大學（今北京大學）化學系學習，後於西南聯大繼續科研活動。

## 家庭
父親王蔼庐，清末秀才，以文章、书法闻名，早年参加辛亥革命，光复后担任省建设厅、财政厅秘书。